# Nilton Pacheco
Nilton Pacheco de Oliveira, född 26 juli 1920 i Salvador, död 26 juni 2013 i Rio de Janeiro, var en brasiliansk basketspelare.
Pacheco blev olympisk bronsmedaljör i basket vid sommarspelen 1948 i London.